# Comuna Velîka Severînka
Velîka Severînka (în ucraineană Велика Северинка) este o comună în raionul Kirovohrad, regiunea Kirovohrad, Ucraina, formată din satele Kandaurove, Lozuvatka, Pidhaiți și Velîka Severînka (reședința).

## Demografie
Componența lingvistică a comunei Velîka Severînka
     Ucraineană (94,04%)
     Rusă (5,12%)
     Alte limbi (0,54%)
Conform recensământului din 2001, majoritatea populației comunei Velîka Severînka era vorbitoare de ucraineană (94,04%), existând în minoritate și vorbitori de rusă (5,12%).